# Cseresnyés László
Cseresnyés László (Balatonalmádi, 1958. július 30. –) magyar military versenyző, olimpikon, díjugrató, military lovas, edző.
1974-től 1980-ig a Nagyvázsonyi VOSE versenyzője volt. Militaryban négyszeres magyar bajnok (1976, 1977, 1978, 1980), 1977-ben ob ezüstérmes. Részt vett az 1980. évi nyári olimpiai játékokon, ahol csapatban 4. (csapattagok: Cseresnyés László, Grózner István, Horváth Zoltán, Oláh Mihály), egyéniben 14. lett.